# Podavrelo
Podavrelo je naseljeno mjesto u općini Čajniču, Republika Srpska, BiH. 
Godine 1985. pripojeno mu je naselje Okruglica (Sl.list SRBiH, br.24/85).

## Stanovništvo
| Narod     | Popis 1961. | Popis 1971. | Popis 1981. | Popis 1991. |
| --------- | ----------- | ----------- | ----------- | ----------- |
| Hrvati    |             |             |             |             |
| Muslimani | 118         | 80          | 51          | 44          |
| Srbi      | 3           | 1           |             | 5           |
| ostali    | 8           |             |             |             |
| Ukupno    | 123         | 81          | 51          | 49          |